# Berezeni
Berezeni là một xã thuộc hạt Vaslui, România. Dân số thời điểm năm 2002 là 5619 người.